# 카텝 야신

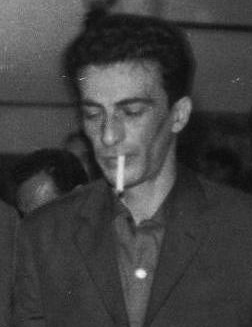

카텝 야신(كاتب ياسين, Kateb Yacine, 1929년 - 1989년)은 알제리의 소설 및 연극 작가이다.

## 작품
- Soliloques - 시집
- Abdelkader et l'indépendance algérienne
- Nedjma - 소설